# Diocesi di Tui-Vigo

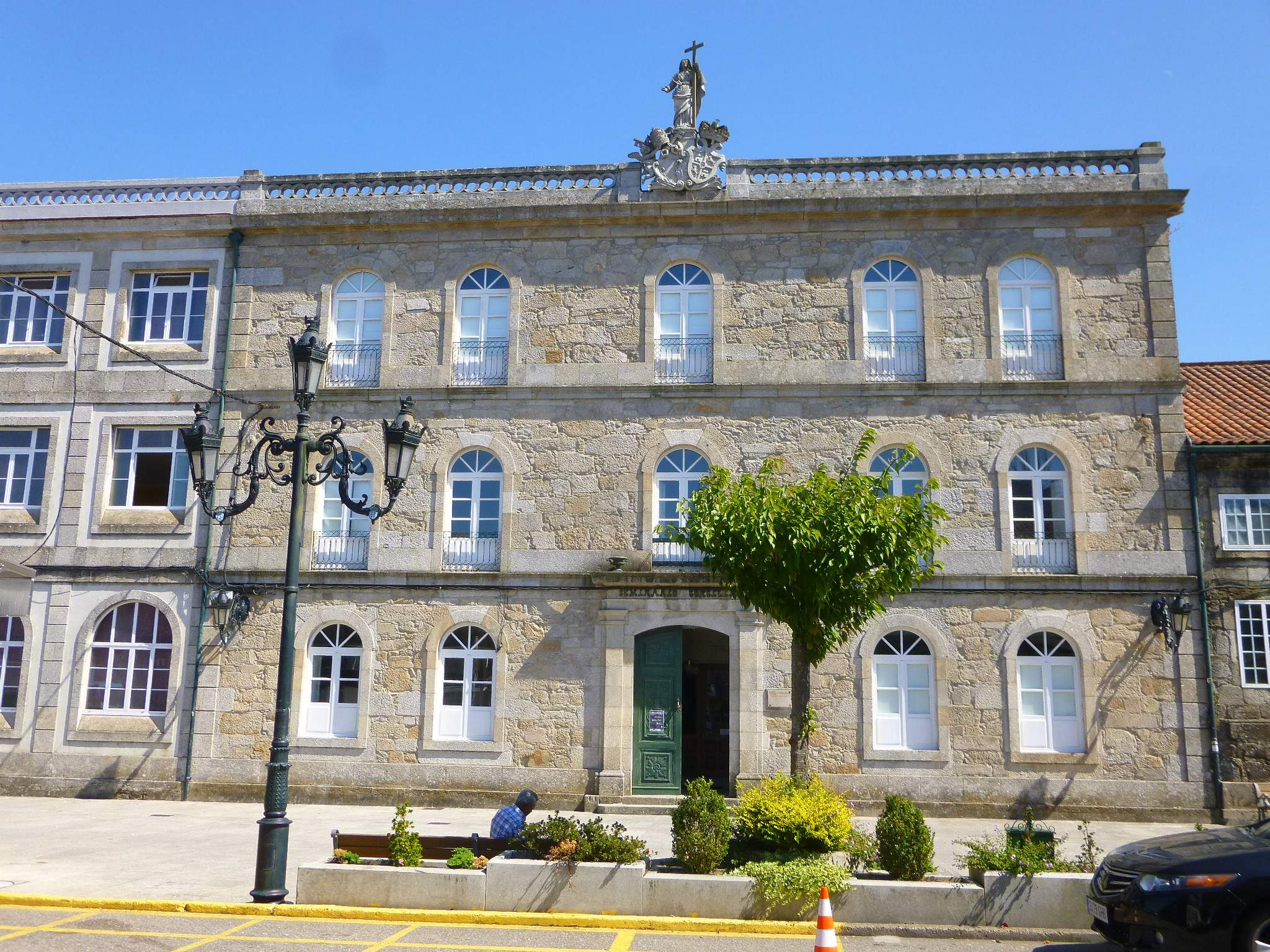
Il seminario diocesano di Tui.

La diocesi di Tui-Vigo (in latino Dioecesis Tudensis-Vicensis) è una sede della Chiesa cattolica in Spagna suffraganea dell'arcidiocesi di Santiago di Compostela. Nel 2017 contava 530.600 battezzati su 559.600 abitanti. È retta dal vescovo Antonio José Valín Valdés.
Il beato Pedro González Telmo è il patrono della diocesi.

## Territorio
La diocesi è situata nella comunità autonoma della Galizia, nella Spagna nord-occidentale, e occupa poco meno che la metà meridionale della provincia di Pontevedra. La diocesi comprende, sia completamente o parzialmente, 27 comuni della stessa provincia.
Sede vescovile è la città di Tui, anche se il vescovo della diocesi risiede a Vigo.
La cattedrale dell'Assunzione di Maria Vergine  (La Asunción de Santa María) di Tui è la chiesa madre diocesana. La chiesa dell'Assunzione di Maria Vergine (La Asunción de Santa María) di Vigo, anche chiamata La Colegiata, ha la dignità di concattedrale.
Il territorio si estende su 1.728 km² ed è suddiviso in 276 parrocchie, raggruppate in 17 arcipresbiterati.

### Cattedrali
La costruzione della cattedrale di Tui è cominciata nel corso del 1120, ma l'opera non venne consacrata che nel 1225, nei giorni del re Alfonso IX. Ha l'apparenza di una fortificazione, specialmente a causa delle merlature delle torrette. La struttura è principalmente di stile romanico, anche se successivamente vengono aggiunti vari elementi decorativi di stile gotico.
La concattedrale dell'Assunzione di Maria Vergine di Vigo fu eretta nel 1816, nel luogo dove sorgeva una precedente chiesa. L'attuale chiesa è stata costruita in stile neoclassico.

### Comuni compresi nella diocesi di Tui-Vigo
- Arbo
- Baiona
- A Cañiza
- Covelo
- Crecente
- Fornelos de Montes
- Gondomar
- A Guarda
- A Lama (parte)
- Mondariz
- Mondariz-Balneario
- Mos
- As Neves
- Nigrán
- Oia
- Pazos de Borbén
- O Porriño
- Ponteareas
- Ponte Caldelas (parte)
- Redondela
- O Rosal
- Salceda de Caselas
- Salvaterra de Miño
- Soutomaior
- Tomiño
- Tui
- Vigo

## Storia
La diocesi di Tuy fu eretta nel VI secolo. La tradizione colloca però due vescovi, di cui non si hanno riscontri storici, nella seconda metà del I secolo: sant'Epitacio e sant'Evasio. Originariamente, la sede era suffraganea dell'arcidiocesi di Braga.
All'inizio dell'VIII secolo Tuy fu conquistata dai musulmani e i vescovi, di cui non si conservano notizie storiche, risiedettero a Iria Flavia fino all'882 o forse fino al 914.
Dal 29 ottobre 1024 al 1069 la sede di Tuy fu unita a quella di Iria Flavia (oggi arcidiocesi di Santiago di Compostela) a causa dell'invasione normanna.
Il 27 febbraio 1120 entrò a far parte della provincia ecclesiastica dell'arcidiocesi di Santiago di Compostela.
La cattedrale gotica di Tuy fu cominciata nel XII secolo e consacrata nel 1225.
Alla fine del XIV secolo, la parte portoghese della diocesi, chiamata "comarca ecclesiastica di Valença", acquisì una certa autonomia ecclesiastica con la nomina di amministratori, che spesso avevano carattere episcopale e il titolo di "vescovi di Tuy nella parte portoghese". Nel 1444 questo territorio fu annesso alla nascente diocesi di Ceuta e vi rimase unito fino al 1512, quando passò all'arcidiocesi di Braga.
Il 17 ottobre 1954, in forza del decreto Quum sollemnibus della Congregazione concistoriale, furono rivisti i confini della diocesi per farli coincidere con quelli della provincia civile, in applicazione del concordato tra la Santa Sede e il governo spagnolo del 1953. La diocesi di Tuy vide ridursi il proprio territorio per la cessione di 12 parrocchie e dei territori di Desteriz e di Padrenda alla diocesi di Orense.
Il 9 marzo 1959 ha assunto il nome di diocesi di Tuy-Vigo in forza della bolla Quemadmodum impiger di papa Giovanni XXIII. Il 5 ottobre 1984 la città ha adottato ufficialmente la grafia galiziana per il proprio nome, che è così mutato da Tuy a Tui.

## Cronotassi dei vescovi
Si omettono i periodi di sede vacante non superiori ai 2 anni o non storicamente accertati.
- Sant'Epitacio ? † (circa 57)
- Sant'Evasio ? † (circa 82)
- Anila † (menzionato nel 572)
- Neufila † (menzionato nel 589)
- Gardingo † (menzionato nel 589)[4][5]
- Anastasio † (prima del 633 - dopo il 638)[4]
- Adimiro † (menzionato nel 646)
- Beato † (menzionato nel 653)
- Genetivo † (prima del 675 - dopo il 681)[4]
- Oppa † (menzionato nel 683)
- Sant'Adelfio † (prima del 688 - dopo il 693)[4]
- Diego † (prima dell'890 - dopo il 901)
- Branderico † (prima del 912 - 914)
- Sant'Ermogio † (915 - circa 926)
- Naustio † (circa 926 - circa 932)
- Oveco o Eneco † (circa 932 - 936)
- Vimara † (936 - verso il 948)
- Baltario † (verso il 948 - 951)
- San Viliulfo † (951 - dopo marzo 1003)[6][7]
- Nausto † (dopo il 1003)[6]
- Alfonso † (prima del 1015)[6]
  - Sede unita a Lugo (ante 1024)[6]
  - Sede unita a Iria Flavia (post 1024 - 1068)[6]
- San Jorge † (1069 - 1072)
- Auderico † (circa 1072 - circa 1098)
- Alfonso II † (circa 1098 - dopo il 4 febbraio 1130 deceduto)
- Pelayo Meléndez † (prima del 30 luglio 1131 - 1156)
- Isidoro † (1156 - dopo il 14 dicembre 1166)
- Juan † (1168 - 1173)
- Beltrán † (1173 - 13 aprile 1187 deceduto)
- Pedro † (circa 1188 - dopo il 13 gennaio 1205 deceduto)
- Suero † (1206 - dopo il 23 marzo 1215)
- Juan Pérez † (17 ottobre 1215 - dopo il 12 aprile 1217)
- Esteban Egea † (prima del 18 aprile 1218 - dopo maggio 1239)
- Lucas Tudense † (dicembre 1239 - 1249 deceduto)
- Gil Pérez de Cerveira † (31 marzo 1254 - maggio 1274 deceduto)
- Nuño Pérez † (21 maggio 1274 - 1277)
- Fernando Arias † (1278 - 1285)
- Juan Fernández de Sotomayor I † (marzo 1286 - 14 giugno 1323 deceduto)
- Bernardo Gui, O.P. † (26 agosto 1323 - 20 luglio 1324 nominato vescovo di Lodève)
- Simón, O. de M. † (20 luglio 1324 - agosto 1326 deceduto)
- Rodrigo Ibáñez † (3 settembre 1326 - prima del 1º maggio 1335 deceduto)
- García † (10 maggio 1336 - prima del 18 agosto 1348 deceduto)
- Gómez Prego † (18 agosto 1348 - 8 giugno 1351 nominato arcivescovo di Santiago di Compostela)
- Juan de Castro † (8 giugno 1351 - dopo il 1383 deceduto)
- Diego de Anaya Maldonado † (20 luglio 1384 - 28 giugno 1390 nominato vescovo di Orense)
- Juan Ramírez de Guzmán † (28 giugno 1390 - 28 gennaio 1394 nominato vescovo di Calahorra)
  - Juan García Manrique † (28 gennaio 1394 - ? deceduto) (amministratore apostolico)
- Juan Fernández de Sotomayor II † (13 settembre 1406[8] - 15 novembre 1423 deceduto)
  - Antonio, O.E.S.A. † (22 settembre 1406 - ?) (obbedienza romana)
- Diego Rapado † (16 febbraio 1424 - 20 luglio 1425 nominato vescovo di Orense)
- Rodrigo de Torres † (20 luglio 1425 - 1º febbraio 1430 deceduto)
  - Juan de Cervantes † (1430 - 1437 dimesso) (amministratore apostolico)
- García Martínez de Bahamonde † (26 agosto 1437 - 6 aprile 1440 nominato vescovo di Lugo)
- Luis Pimentel † (6 aprile 1440 - circa 1467 deceduto)
- Rodrigo de Vergara † (30 ottobre 1467 - 6 ottobre 1469 nominato vescovo di León)
- Pedro Fernández de Solís † (6 ottobre 1469 - 15 giugno 1472 nominato vescovo di Cadice)
- Diego de Moiras, O. de M. † (15 giugno 1472 - 1º giugno 1487 nominato vescovo di Ciudad Rodrigo)
- Pedro Beltrán † (1º giugno 1487 - prima del 18 aprile 1505 deceduto)
- Juan de Sepúlveda † (27 giugno 1505 - 14 luglio 1514 nominato vescovo di Malta)
- Martín Zurbano de Azpeitia † (14 luglio 1514 - prima del 18 ottobre 1516 deceduto)
- Luis Martiano † (4 febbraio 1517 - prima del 15 luglio 1521 deceduto)
- Pedro Gómez Sarmiento de Villandrando † (4 marzo 1523 - 26 ottobre 1524 nominato vescovo di Badajoz)
- Pedro González Manso † (26 ottobre 1524 - 3 luglio 1525 nominato vescovo di Badajoz)
- Diego de Avellaneda † (3 luglio 1525 - 1538 deceduto)
- Sebastián Ramírez de Arellano † (29 luglio 1538 - 29 ottobre 1539 nominato vescovo di León)
- Miguel Muñoz † (28 gennaio 1540 - 12 aprile 1547 nominato vescovo di Cuenca)
- Juan de San Millán † (1º giugno 1547 - 28 luglio 1564 nominato vescovo di León)
- Diego Torquemada † (28 luglio 1564 - 26 dicembre 1582 deceduto)
- Bartolomé Molina † (4 maggio 1583 - 30 gennaio 1589 deceduto)
- Bartolomé de la Plaza † (14 agosto 1589 - 18 dicembre 1596 nominato vescovo di Valladolid)
- Francisco de Tolosa, O.F.M. † (8 gennaio 1597 - 9 settembre 1600 deceduto)
- Francisco Terrones del Caño † (11 maggio 1601 - 3 marzo 1608 nominato vescovo di León)
- Prudencio Sandobal, O.S.B. † (10 marzo 1608 - 27 febbraio 1612 nominato vescovo di Pamplona)
- Juan García Valdemora † (16 luglio 1612 - 15 agosto 1620 deceduto)
- Juan Martínez de Peralta, O.S.H. † (7 giugno 1621 - 13 giugno 1622 nominato vescovo di Zamora)
- Pedro Herrera Suárez, O.P. † (27 giugno 1622 - 2 dicembre 1630 nominato vescovo di Tarazona)
- Pedro Moya Arjona † (10 febbraio 1631 - 14 ottobre 1631 deceduto)
- Diego Vela Becerril † (2 agosto 1632 - 17 maggio 1635 deceduto)
- Diego Arce Reinoso † (1º ottobre 1635 - 22 marzo 1638 nominato vescovo di Avila)
- Diego Rueda Rico † (7 febbraio 1639 - 8 dicembre 1639 deceduto)
- Antonio Guzmán Cornejo † (8 ottobre 1640 - 29 agosto 1642 deceduto)
- Diego Martínez Zarzosa † (13 luglio 1643 - 1º marzo 1649 nominato vescovo di Cartagena)
- Juan López de Vega † (10 maggio 1649 - 18 settembre 1656 nominato vescovo di León)
- Miguel Ferrer † (12 marzo 1657 - 24 marzo 1659 deceduto)
- Juan de Villamar, O.F.M. † (10 novembre 1659 - 25 gennaio 1666 deceduto)
- Antonio Fernández de Campo y Angulo † (7 giugno 1666 - 3 luglio 1669 nominato vescovo di Coria)
- Bernardino León de la Rocha † (15 luglio 1669 - 25 settembre 1673 nominato vescovo di Coria)
- Simón García Pedrejón, O.F.M. †  (12 marzo 1674 - 20 aprile 1682 nominato vescovo di Oviedo)
- Alfonso Galaz Torrero † (25 maggio 1682 - 13 marzo 1688 deceduto)
- Anselmo Gómez de la Torre, O.S.B. † (7 novembre 1689 - 15 dicembre 1720 dimesso)
- Fernando Ignacio Arango Queipo, O.S.A. † (16 dicembre 1720 - 18 marzo 1745 deceduto)
- José Larumbe Mallí † (23 agosto 1745 - 1º settembre 1751 deceduto)
- Juan Manuel Rodríguez Castañón † (20 marzo 1752 - 12 luglio 1769 deceduto)
- Antonio Fernández Tobar † (12 marzo 1770 - 20 agosto 1770 deceduto)
- Lucas Ramírez Galán, O.F.M. † (12 dicembre 1770 - 19 marzo 1774 deceduto)
- Domingo Ramón Fernández Angulo † (13 marzo 1775 - 2 ottobre 1796 deceduto)
- Juan García Benito † (24 luglio 1797 - 12 settembre 1825 deceduto)[9]
- Francisco Javier García Casarrubios y Melgar, O.Cist. † (19 dicembre 1825 - 28 gennaio 1855 deceduto)
- Telmo Maceira † (28 settembre 1855 - 9 agosto 1864 deceduto)
- Ramón Garcia Antón, O.S.H. † (27 marzo 1865 - 7 aprile 1876 deceduto)
- Juan María Valero y Nacarino † (26 giugno 1876 - 27 marzo 1882 nominato vescovo di Cuenca)
- Fernando Hüe y Gutiérrez † (27 marzo 1882 - 15 marzo 1894 deceduto)
- Valeriano Menéndez y Conde † (21 maggio 1894 - 28 maggio 1914 nominato arcivescovo di Valencia)
- Leopoldo Eijo y Garay † (28 maggio 1914 - 22 marzo 1917 nominato vescovo di Vitoria)
- Manuel Lago y González † (4 maggio 1917 - 24 luglio 1923 nominato arcivescovo di Santiago di Compostela)
- Manuel María Vidal y Boullon † (27 ottobre 1923 - 26 gennaio 1929 deceduto)
- Antonio García y García † (5 febbraio 1930 - 4 febbraio 1938 nominato arcivescovo di Valladolid)
  - Sede vacante (1938-1944)
- José Ángel López Ortiz, O.S.A. † (10 luglio 1944 - 18 febbraio 1969 nominato ordinario militare in Spagna[10])
- José Delicado Baeza † (4 agosto 1969 - 18 aprile 1975 nominato arcivescovo di Valladolid)
- José Cerviño Cerviño † (8 novembre 1976 - 7 giugno 1996 ritirato)[11]
- José Diéguez Reboredo † (7 giugno 1996 - 28 gennaio 2010 ritirato)
- Luis Quinteiro Fiuza (28 gennaio 2010 - 25 maggio 2024 ritirato)
- Antonio José Valín Valdés, dal 25 maggio 2024

## Statistiche
La diocesi nel 2017 su una popolazione di 559.600 persone contava 530.600 battezzati, corrispondenti al 94,8% del totale.
| anno | popolazione | popolazione | popolazione | presbiteri | presbiteri | presbiteri | presbiteri                | diaconi | religiosi | religiosi | parrocchie |
| anno | battezzati  | totale      | %           | numero     | secolari   | regolari   | battezzati per presbitero | diaconi | uomini    | donne     | parrocchie |
| ---- | ----------- | ----------- | ----------- | ---------- | ---------- | ---------- | ------------------------- | ------- | --------- | --------- | ---------- |
| 1950 | 350.000     | 350.125     | 100,0       | 374        | 280        | 94         | 935                       |         | 256       | 374       | 268        |
| 1969 | 337.800     | 337.900     | 100,0       | 350        | 275        | 75         | 965                       |         | 418       | 585       | 192        |
| 1980 | 454.000     | 456.000     | 99,6        | 356        | 254        | 102        | 1.275                     |         | 185       | 691       | 272        |
| 1990 | 495.000     | 498.000     | 99,4        | 328        | 235        | 93         | 1.509                     |         | 190       | 547       | 272        |
| 1999 | 501.600     | 516.600     | 97,1        | 317        | 237        | 80         | 1.582                     |         | 132       | 508       | 276        |
| 2000 | 501.700     | 516.700     | 97,1        | 307        | 234        | 73         | 1.634                     |         | 138       | 489       | 276        |
| 2001 | 500.000     | 504.198     | 99,2        | 308        | 232        | 76         | 1.623                     |         | 128       | 478       | 276        |
| 2002 | 506.000     | 520.000     | 97,3        | 305        | 231        | 74         | 1.659                     |         | 131       | 456       | 276        |
| 2003 | 502.000     | 514.999     | 97,5        | 278        | 207        | 71         | 1.805                     |         | 124       | 432       | 276        |
| 2004 | 500.000     | 517.658     | 96,6        | 294        | 222        | 72         | 1.700                     |         | 116       | 437       | 276        |
| 2010 | 532.459     | 560.000     | 95,1        | 270        | 209        | 61         | 1.972                     | 3       | 114       | 436       | 276        |
| 2014 | 533.800     | 562.200     | 94,9        | 254        | 195        | 59         | 2.101                     | 2       | 102       | 370       | 275        |
| 2017 | 530.600     | 559.600     | 94,8        | 280        | 185        | 95         | 1.895                     | 4       | 149       | 273       | 276        |
| 2020 | ?           | 567.650     | ?           | 228        | 182        | 46         | ?                         | 4       | 73        | 276       | 276        |
| 2022 | ?           | 573.000     | ?           | 225        | 176        | 49         | ?                         | 4       | 72        | 149       | 276        |